# فرید احمدی (بازیکن فوتبال)
فرید احمدی (انگلیسی: Farid Ahmadi؛ زادهٔ ۶ فوریهٔ ۱۹۸۸) یک بازیکن فوتبال است.